# Roland Laudenbach
Roland Laudenbach (Parigi, 20 ottobre 1921 – Parigi, 9 gennaio 1991) è stato uno scrittore, editore e sceneggiatore francese.

## Biografia
Vicino al movimento letterario degli Ussari, si interessò principalmente di teatro e cinema. Si occupò della curatela delle opere complete di Victor Hugo per l'editore A. Martel e sceneggiò vari film e cortometraggi. 
Nel 1944 fondò la casa editrice La Table ronde.
Nel corso degli anni Cinquanta collaborò con il settimanale monarchico La Nation française di Pierre Boutang e Michel Vivier, dove scrisse con lo pseudonimo di "Michel Braspart". Negli anni Sessanta fece parte della redazione del periodico satirico Le Crapouillot. Pubblicò alcuni romanzi sotto lo pseudonimo già citato, che utilizzò anche per firmare gli articoli sulla Revue de la Table ronde, che fondò nel 1948.
Difensore dell'Algeria francese, egli smise di collaborare con il quotidiano Réforme ritenendolo troppo impegnato in favore dell'indipendenza dell'Algeria e fondò, nel maggio 1958, il mensile Tant qu'il fait jour con Philippe Brissaud.

### Famiglia
Di origine alsaziana, Roland Laudenbach è il nipote dell'attore Pierre Fresnay e il cugino di Philippe Laudenbach.

## Teatro
- Bille en tête (1957), diretto da Jean-Jacques Varoujean al Théâtre de la Michodière.

## Filmografia parziale

### Sceneggiatore
- L'ora della verità, regia di Jean Delannoy (1952)
- Lo spretato, regia di Léo Joannon (1953)
- Una signora per bene, regia di Claude Autant-Lara (1953)
- Il letto, regia di Jean Delannoy (1954)
- Les mauvaises rencontres, regia di Alexandre Astruc (1955)